# Фабіо Базіле
Фабіо Базіле (італ. Fabio Basile; нар. 7 жовтня 1994) — італійський дзюдоїст, олімпійський чемпіон 2016 року.

## Виступи на Олімпіадах
| Олімпіада | Дисципліна | Місце |
| --------- | ---------- | ----- |
| Ріо 2016  | До 66 кг   | 1     |